# Яблоновка (Попельнянский район)
Яблоновка (укр. Яблунівка) — село на Украине, основано в 1700 году, находится в Попельнянском районе Житомирской области.
Код КОАТУУ — 1824781803. Население по переписи 2001 года составляет 140 человек. Почтовый индекс — 13530. Телефонный код — 4137. Занимает площадь 0,778 км².

## Адрес местного совета
13530, Житомирская область, Попельнянский р-н, с. Ерчики, ул. Шевченко, 16